# NGC 235

NGC 235

NGC 235 هي مجرة في كوكبة قيطس اكتشفت في 1886.

## روابط خارجية
- NGC 235 على موقع ويكي سكاي: DSS2, SDSS, GALEX, IRAS, Hydrogen α, X-Ray, Astrophoto, Sky Map, Articles and images